# Tom Seitz
Tom Seitz, né le 31 mai 1994, est un escrimeur français pratiquant le sabre. Formé à l'US Métro sous la houlette du Maître d'armes Hervé Bidard, il est maintenant licencié dans le club alsacien de Souffel de Souffelweyersheim .
Tom Seitz a la particularité de porter comme deuxième prénom le nom de Zorro.
Médaillé de bronze aux championnats du monde juniors de 2016 où il est battu en demi-finale par l'italien Luca Curatoli après une sévère blessure au nez, il s'était fait remonter alors qu'il menait largement le match, Tom Seitz intègre l'équipe de France Senior en 2017. L'année suivante il enchaîne les championnats d'Europe où il termine à la 5e place et les championnats du monde.
Il remporte une médaille de bronze lors des Championnats de France d'escrime 2016.

## Palmarès
- Championnats d'Europe
  -  Médaille d'or au sabre par équipes en 2023 à Cracovie (dans le cadre des Jeux européens de 2023)

- Championnats de France
  - Troisième en 2016
- Championnats du monde Juniors
  - Troisième en 2014